# Kanton Puerto López
Der Kanton Puerto López befindet sich in der Provinz Manabí im Westen von Ecuador. Er besitzt eine Fläche von 429 km². Im Jahr 2022 lag die Einwohnerzahl bei rund 25.600. Verwaltungssitz des Kantons ist die Kleinstadt Puerto López mit 9870 Einwohnern (Stand 2010).

## Lage
Der Kanton Puerto López liegt im äußersten Südwesten der Provinz Manabí. Er liegt an der Pazifikküste. Die vor der Küste gelegene Insel Isla Salango gehört zum Kanton. Die Längsausdehnung des Kantons in Nord-Süd-Richtung beträgt 33 km. Der Kanton reicht bis zu 20 km ins Landesinnere. Dort wird er durch einen über 800 m hohen Höhenkamm begrenzt. Die Fernstraße E15 (Manta–Salinas) führt entlang der Küste.
Der Kanton Puerto López grenzt im Norden und im Osten an den Kanton Jipijapa sowie im Süden an den Kanton Santa Elena der Provinz Santa Elena.

## Verwaltungsgliederung
Der Kanton Puerto López ist in die Parroquia urbana („städtisches Kirchspiel“)
- Puerto López

und in die Parroquias rurales („ländliches Kirchspiel“)
- Puerto Machalilla
- Salango

gegliedert.

## Geschichte
Der Kanton Puerto López wurde am 31. August 1994 eingerichtet.
Entwicklung der Einwohnerzahl im Kanton Puerto López bei landesweiten Volkszählungen zum jeweiligen Gebietsstand:
| Jahr                    | Einwohner | +/-    |
| ----------------------- | --------- | ------ |
| 2001                    | 16.626    | –      |
| 2010                    | 20.451    | 23 %   |
| 2022                    | 25.630    | 25,3 % |
| Datenherkunft: Wikidata |           |        |

## Ökologie
Der Nationalpark Machalilla liegt größtenteils im Kanton Puerto López.